# Phản ứng tỏa nhiệt

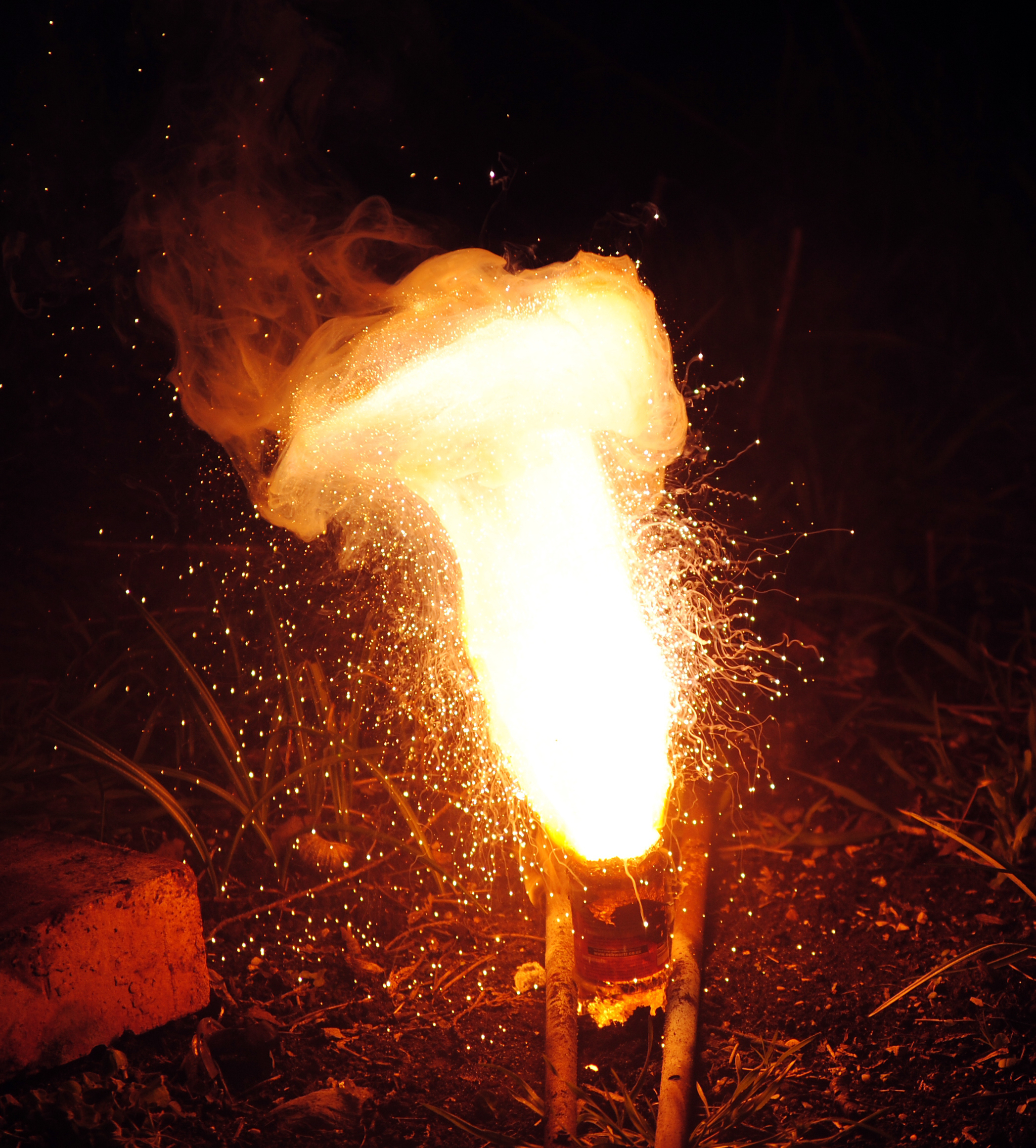
Phản ứng nhiệt nhôm là một ví dụ phổ biến của phản ứng tỏa nhiệt. Sự khử của sắt (III) oxit bởi nhôm tỏa ra đủ nhiệt lượng để thu được sắt nóng chảy.

Trong nhiệt động hóa học, một phản ứng tỏa nhiệt là một "quá trình trong đó thay đổi entanpi tiêu chuẩn ΔH⚬ là âm." Phản ứng tỏa nhiệt thường kèm theo sự giải phóng nhiệt lượng và kéo theo sự thay thế các liên kết yếu bằng các liên kết mạnh hơn. Thuật ngữ đôi khi bị nhầm lẫn với phản ứng xuất công, trong đó IUPAC định nghĩa là "...một phản ứng mà thay đổi hàm năng lượng Gibbs ΔG⚬ là âm." Một phản ứng tỏa nhiệt mạnh sẽ thường cũng là xuất công bởi vì ΔH⚬ đóng góp một phần lớn vào ΔG⚬. Đa số các phản ứng hóa học đẹp mắt được trình bày trong lớp học là tỏa nhiệt và xuất công. Ngược lại với phản ứng tỏa nhiệt là phản ứng thu nhiệt, thường lấy đi nhiệt lượng và được thúc đẩy bởi sự tăng entropy trong hệ.thần kinh 